# Scott Walker (zanger)
Scott Walker, in het begin bekend onder de artiestennaam Scotty Engel, echte naam Noel Scott Engel (Hamilton (Ohio), 9 januari 1943 – Londen, 22 maart 2019) was een Amerikaans singer-songwriter. Hij werd bekend met het trio The Walker Brothers. Walker woonde sinds de jaren 60 in het Verenigd Koninkrijk.

## Biografie
Einde jaren vijftig begon hij een zangcarrière onder de naam Scotty Engel, echter zonder succes. In 1964 vormde hij samen met John Maus en Gary Leeds het trio The Walker Brothers, waarna hij zich Scott Walker liet noemen. Het jaar daarna vestigde het trio zich in Groot-Brittannië, waar de groep erg succesvol werd, onder andere met de hits Make It Easy On Yourself  en  My Ship Is Comin' In. De donkere stem van Scott Walker was een belangrijk element in het geluid van het trio, dat verder werd gekenmerkt door een op die van Phil Spectors wall of sound lijkende productie.
In 1968 werd de groep ontbonden, waarna Scott Walker solo verderging. In de drie jaar daarna verschenen vier albums, waarvan de eerste drie bestaan uit eigen werk afgewisseld met nummers van andere artiesten als Burt Bacharach, Tim Hardin en Jacques Brel. Vooral van Brel nam Walker een groot aantal nummers op, waaronder de hit Jackie, terwijl hij zich ook liet inspireren door diens schrijfstijl. Het vierde album bevat alleen eigen werk en wordt door critici als het beste van de vier beschouwd. Omdat dit album echter geen groot commercieel succes was, zou Walker op zijn volgende albums weer vooral op het werk van anderen vertrouwen.
Omdat zijn populariteit nog steeds groot was, kreeg hij een eigen televisieserie bij de BBC. Zijn platen uit de jaren zeventig worden echter als zwak beschouwd. In 1975 kwamen The Walker Brothers weer bij elkaar en werd het album No Regrets opgenomen, waarvan de titelsong een grote hit werd. Nog twee onevenwichtige albums volgden, Lines (1976) en Nite Flights (1977), waarna de groep wederom opgeheven werd. Nite Flights is nog van belang vanwege vier nummers van de hand van Scott Walker, waarbij deze sterk lijkt te zijn beïnvloed door het werk dat David Bowie kort daarvoor met Iggy Pop en Brian Eno maakte. Een voorbode van zijn latere werk. Na het floppen van Nite Flights raakte Scott in de vergetelheid. Voortaan leefde hij grotendeels teruggetrokken. Opvallend is zijn kleine filmrol in The Muppet Movie in 1979.
Een hernieuwde belangstelling voor zijn muziek ontstond in 1981 toen Julian Cope, zanger van The Teardrop Explodes, een compilatie samenstelde onder de titel  Fire Escape in the Sky: The Godlike Genius of Scott Walker. Dankzij het succes van deze compilatie bood platenmaatschappij Virgin Walker een contract voor onbeperkte termijn aan. In 1984 bracht Walker weer een soloalbum uit, Climate of Hunter, begeleid door de single Track Three, een duet met Billy Ocean. Hoewel het album merendeels eigentijdse popmuziek à la David Bowie bevat, slechts één nummer herinnert nog aan Walkers oudere werk, was het album voor het grote publiek te ontoegankelijk. Opnamesessies voor een nieuw album, dat zou worden geproduceerd door Brian Eno en Daniel Lanois, werden geannuleerd, het contract met Virgin opgezegd. Pas in 1995 verscheen het volgende album, Tilt, een voor velen duister en moeilijk te doorgronden kunstwerk dat niets meer van doen heeft met popmuziek in de klassieke betekenis van het woord. Na Tilt volgde een lange periode van relatieve stilte. In 1999 zong Walker het nummer Only Myself To Blame voor de soundtrack van de James Bondfilm The World Is Not Enough. Datzelfde jaar verscheen het album Pola X, de soundtrack van de gelijknamige film waarvan Walker het leeuwendeel verzorgde. In 2001 produceerde hij het album We Love Life van de Britse groep Pulp. Pas in 2006 verscheen er weer een nieuw album, The Drift, dat nog extremer is dan Tilt. Voor hetzelfde jaar wordt een documentaire verwacht over Walker, getiteld 30 Century Man. In 2007 verschijnt And Who Shall Go To The Ball? And What Shall Go To The Ball?, parts 1-4, instrumentale muziek bij de gelijknamige uitvoering door CandoCo Dance Company. 
Walker overleed in 2019 op 76-jarige leeftijd..

## Discografie
- 1967 Scott
- 1968 Scott 2
- 1969 Scott 3
- 1969 Scott 4
- 1970 Till the Band Comes In
- 1972 The Moviegoer
- 1973 Stretch
- 1974 We Had It All
- 1984 Climate of Hunter
- 1995 Tilt
- 1999 Pola X
- 2006 The Drift
- 2007 And Who Shall Go To The Ball? And What Shall Go To The Ball?
- 2012 Bish Bosch
- 2014 Soused

- Bibsys: 4030853
- Biblioteca Nacional de España: XX1497380
- Bibliothèque nationale de France: cb13900969k (data)
- Gemeinsame Normdatei: 119448572
- International Standard Name Identifier: 0000 0001 0787 3005
- Library of Congress Control Number: nr97044851
- MusicBrainz: 99524243-dc2e-4bf3-82c0-72395391d21f
- Nationale Bibliotheek van Tsjechië: xx0107424
- Nationale Bibliotheek van Israël: 987007365832705171
- Nederlandse Thesaurus van Auteursnamen: 073753645
- Réseau des bibliothèques de Suisse occidentale: 02-A012459526
- Istituto Centrale per il Catalogo Unico: MILV258584
- Système universitaire de documentation: 070769583
- Virtual International Authority File: 103132619
- WorldCat: E39PBJtxdPpWGy7rfpwKP7kRrq